# CHOICE
『CHOICE』（チョイス）は、林原めぐみの13枚目のオリジナル・アルバム。2010年7月21日にスターチャイルドから発売された。

## 解説
前作『スレイヤーズMEGUMIX』から2年ぶりにリリースされた、オリジナルアルバムとしては『Plain』から3年3か月ぶりとなるアルバム。タイトルは英語で「選択」の意味である。収録曲はシングル曲である「Plenty of grit」や「Front breaking」など『スレイヤーズ』シリーズ関連の曲が多くを占めており、シンガーソングライターである岡崎律子が手がけた楽曲を除き、林原自身がMEGUMI名義で作詞を担当している。
ジャケットの表紙は林原が森永から発売されているビスケット「チョイス」を持った写真となっている。なお、このビスケットは現在も実際に発売されている。
初回限定盤と通常版の2形態でリリースされており、初回限定盤には2009年に行われたTBSラジオ『林原めぐみのTokyo Boogie Night』放送900回突破記念公開録音のダイジェストライブ映像を収録したDVDが付属している。
未収録シングルは今作と同日発売である「集結の運命」。ただし、同作との連動特典でアルバムとマキシシングルを封入できる専用ボックスが付いている。
オリコン週間アルバムランキングで6位を記録。今作が6位を記録したことにより、通算10作目のアルバム週間トップ10入りとなった。声優歌手としては史上初のことである。また、同日発売したシングル「集結の運命」も週間シングルランキングで6位を記録している。
CMにおいては15th Albumと表記されており、ベスト版の『VINTAGE S』及び『VINTAGE A』もしくは『たのしいどうよう』及び『スレイヤーズMEGUMIX』のどちらかをカウントしていると思われる。

## 収録曲
| #         | タイトル                               | 作詞      | 作曲         | 編曲                                    | 時間  |
| --------- | -------------------------------------- | --------- | ------------ | --------------------------------------- | ----- |
| 1.        | 「集結の園へ 〜AYANAMI ver.〜」        | MEGUMI    | たかはしごう | たかはしごう                            | 5:27  |
| 2.        | 「集結の園へ」                         | MEGUMI    | たかはしごう | たかはしごう                            | 5:01  |
| 3.        | 「Lucky＆Happy」                       | 岡崎律子  | 岡崎律子     | たかはしごう                            | 4:23  |
| 4.        | 「A Happy Life」                       | 岡崎律子  | 岡崎律子     | たかはしごう                            | 3:36  |
| 5.        | 「雨の小犬」                           | 岡崎律子  | 岡崎律子     | 長谷川智樹                              | 5:28  |
| 6.        | 「キャリアGirl NOT Woman」             | MEGUMI    | たかはしごう | たかはしごう ブラスアレンジ：金子サスケ | 3:59  |
| 7.        | 「青写真」                             | MEGUMI    | たかはしごう | たかはしごう                            | 4:22  |
| 8.        | 「砂時計」                             | MEGUMI    | 矢吹俊郎     | 矢吹俊郎                                | 4:10  |
| 9.        | 「Plenty of grit」(コーラス：奥井雅美) | MEGUMI    | 佐藤英敏     | 大平勉                                  | 4:47  |
| 10.       | 「Front breaking」                     | MEGUMI    | 佐藤英敏     | 五島翔                                  | 3:42  |
| 11.       | 「www.co.jp 〜Ballade Version〜」      | MEGUMI    | たかはしごう | たかはしごう                            | 5:22  |
| 12.       | 「JUST BEGUN」                         | MEGUMI    | たかはしごう | たかはしごう                            | 5:21  |
| 13.       | 「Revolution」                         | MEGUMI    | たかはしごう | たかはしごう                            | 4:14  |
| 合計時間: | 合計時間:                              | 合計時間: | 合計時間:    | 合計時間:                               | 59:52 |

## タイアップ
| 曲名                        | タイアップ                                                                | 初出作品                                              | 発売日        | 規格品番  | 備考                                 |
| --------------------------- | ------------------------------------------------------------------------- | ----------------------------------------------------- | ------------- | --------- | ------------------------------------ |
| 集結の園へ 〜AYANAMI ver.〜 | （無し）                                                                  | 「集結の園へ」                                        | 2009年4月22日 | KICM-1271 | 37thシングルカップリング             |
| 集結の園へ                  | フィールズ『CR新世紀エヴァンゲリオン 〜最後のシ者〜』イメージソング       | 「集結の園へ」                                        | 2009年4月22日 | KICM-1271 | 37thシングル                         |
| Lucky＆Happy                | テレビアニメ『がくえんゆーとぴあ まなびストレート!』エンディングテーマ    | 「A Happy Life」                                      | 2007年2月7日  | KICM-1196 | 34thシングルカップリング 原曲：FURIL |
| A Happy Life                | テレビアニメ『がくえんゆーとぴあ まなびストレート!』オープニングテーマ    | 「A Happy Life」                                      | 2007年2月7日  | KICM-1196 | 34thシングル 原曲：岡崎律子          |
| 砂時計                      | AT-X放送のテレビアニメ『スレイヤーズEVOLUTION-R』エンディングテーマ       | 「Front Breaking」                                    | 2009年2月18日 | KICM-1268 | 36thシングルカップリング             |
| Plenty of grit              | テレビアニメ『スレイヤーズREVOLUTION』オープニングテーマ                  | 「Plenty of grit」                                    | 2008年7月23日 | KICM-1245 | 35thシングル                         |
| Front Breaking              | AT-X放送のテレビアニメ『スレイヤーズEVOLUTION-R』オープニングテーマ       | 「Front Breaking」                                    | 2009年2月18日 | KICM-1268 | 36thシングル                         |
| JUST BEGUN                  | AT-X放送のテレビアニメ『スレイヤーズEVOLUTION-R』最終回エンディングテーマ | 『スレイヤーズ EVOLUTION-R 全巻購入特典オリジナルCD』 | 2009年        | SSX-200   | 非売品                               |
| Revolution                  | テレビアニメ『スレイヤーズREVOLUTION』エンディングテーマ                  | 「Plenty of grit」                                    | 2008年7月23日 | KICM-1245 | 35thシングルカップリング             |

## クレジット
| All Performed by Megumi Hayashibara | All Performed by Megumi Hayashibara                   |
| ----------------------------------- | ----------------------------------------------------- |
| Recording Engineer                  | Keiji Kondo(近藤圭司)（Sign Sound）                   |
| Recording Engineer                  | Hiroyuki Tsuji(辻裕行)（King Sekiguchidai Studio）    |
| Mixing Engineer                     | Keiji Kondo(近藤圭司)（Sign Sound） M-1〜4,6,7,11〜13 |
| Mixing Engineer                     | Hironobu Asano(浅野浩伸)（Redefine） M-5              |
| Mixing Engineer                     | Yuichi Nagayama(永山雄一) M-10                        |
| Mixing Engineer                     | Toshiro Yabuki M-8,9                                  |
| Mastering Engineer                  | Hiroyuki Tsuji(辻裕行)（King Sekiguchidai Studio）    |
| Art Direction & Design              | Osamu Ohuchi(おおうちおさむ)（nano/nano graphics）    |
| Photographer                        | Kentaro Kamata(鎌田拳太郎)（GACHA）                   |
| Hair & Make up                      | Hiroyuki Shimizu(清水寛之)                            |
| Stylist                             | Asami Nishida(西田麻美)                               |
| Artwork coordinate                  | Eiji Nakamura(中村栄司)（KING RECORDS）               |
| Executive Producer                  | Toshimichi Ohtsuki（KING RECORDS）                    |
| Artist Promoter                     | Shoko Yada(矢田晶子)（KING RECORDS）                  |
| Sales Promoter                      | Kotaro Sudo(須藤孝太郎)（KING RECORDS）               |
| A&R Chief Producer                  | Go Shukuri(宿利剛)（KING RECORDS）                    |